# لغة توك بيسين

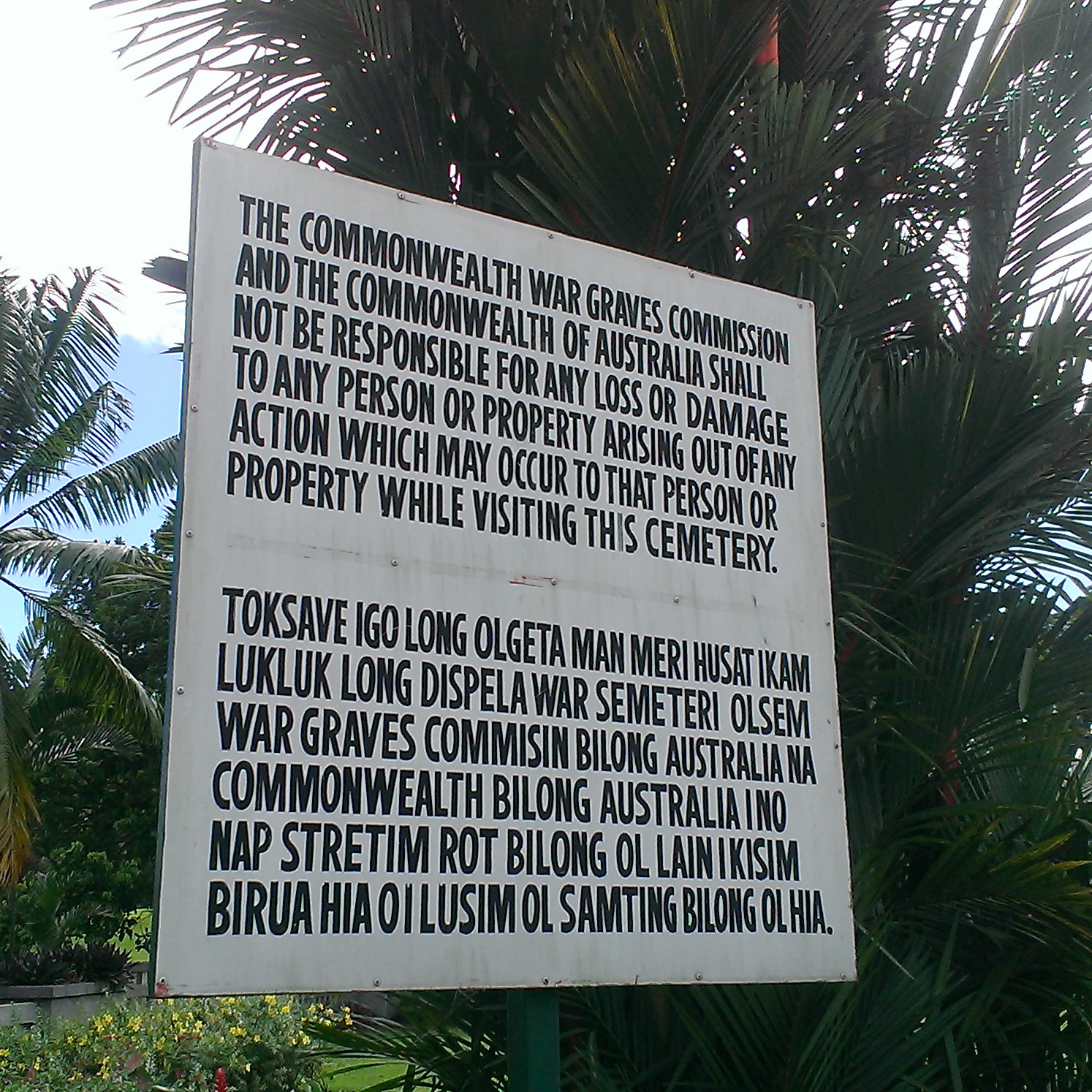

توك بيسين (Tok Pisin) هي لغة من لغات الكريول، تطورت في جزيرة غينيا الجديدة من رطانة استخدمت كوسيلة تخاطب بين سكان غينيا الجديدة المحليين والتجار ورجال السلطة الاستعمارية الذين تحدثت أغلبيتهم باللغة الإنجليزية. معظم مفردات اللغة مشتقة من كلمات إنجليزية، وهناك كذلك بعض المفردات المشتقة من كلمات في اللغات الميلانيسية المحلية أو من اللغة الألمانية ولغات أوروبية أخرى. نحو اللغة بسيط نسبيا، ويبدو فيه تأثير اللغة الإنجليزية واللغات الميلانيسية، ولكنه لا يحتوي على قواعد لغوية معقدة أو استثنائية من الموجود في هذه اللغات. لغة توك بيسين قريبة جدا من لغة بيسلاما - لغة كريول محكية في فانواتو.
توك بيسين محكية في جميع أنحاء بابوا غينيا الجديدة وتعتبر إحدى اللغات الرسمية لهذه الدولة، إلى جانب الإنجليزية ولغة كريول أخرى - هيري موتو. عدد الناطقين بتوك بيسين يقدر بما بين 5 و6 ملايين نسمة منهم نحو مليون شخص يتكلمونها كلغة أم، والباقي يستخدمونها كلغة ثانية إلى جانب لهجتهم المحلية. توك بيسين هي اللغة الرئيسية المستخدمة في نقاشات البرلمان في بابوا غينيا الجديدة، في الإعلانات التجارية وفي الاتصالات اليومية، ولكن اللغة الإنجليزية تفضل في صياغة القوانين والإعلانات الرسمية، في الصحافة المكتوبة وفي التعليم الراقي. تكتب لغة توك بيسين بالأبجدية اللاتينية.

## مميزات اللغة

### الضمائر
- تفرق اللغة بين نوعين من الضمير الأول المجموع («نحن»)، حيث تشير كلمة yumi إلى «نحن» بمعنى «أنا وأنت»، بينما تشير كلمة mipele إلى «نحن» بمعنى «المتكلمون غير المستمع». ورثت لغة توك بيسين هذه الصفة من اللغات الميلانيسية، ولكن الكلمات نفسها مشتقة من كلمات إنجليزية: you+me> yumi ؛ mi+fellow> mipele (تغير المعنى الأصلي لكلمة fellow).
- يمكن الإشارة إلى عدد المتكلمين في الضمير الأول المجموع:
  - mitupele - كلانا، mitripele - ثلاتنا (بدون المستمع) إلخ.
  - yumitupela - كلانا، yumitripela - ثلاثتنا (مع المستمع) إلخ.

### حروف الجر
هناك حرفا جر اثنان فقط: bilong بمعنى «خاصة» أو «من أجل» (مشتقة من كلمة belong الإنجليزية) وlong التي تشمل جميع المعاني الأخرى المشار إليها بحروف الجر. وعلى سبيل المثال
- يعني تعبير: stua bilong mipele (أو بالإملاء الإنجليزي: store belong me-fellow): دكاننا أو الدكان الخاص بنا.
- يعني تعبير: kam insait long stua (بالإملاء الإنجليزي: come inside long store): أدخل في الدكان الخاص بنا.

### الأفعال
تنتهي جميع الأفعال المتعدية بحرف -im، ويمكن تحويل فعل لازم إلى فعل متعدي عن طريق إضافة لاحقة -im إليه، وعلى سبيل المثال
- tok - تحدث، tokim - قال (شيئا)
- luk - نظر، lukim - رأى (شيئا)